# Гіпотеза
Гіпо́теза (або засновок) — це припущення, яке перевіряють експериментально з можливих розв'язань проблеми.
З погляду логіки, гіпотеза — прийом пізнавальної діяльності людини, форма мислення, що є здогадом, тобто, положенням, яке тимчасово вважають можливо істинним, поки не встановлено істину.
У практичній площині гіпотезу можна означити як форму розвитку знань, що є обґрунтованим припущенням, висунутим із метою з'ясувати властивості й причини досліджуваних явищ. Зазвичай гіпотезу висловлюють на основі низки спостережень (прикладів), котрі підтверджують її, і тому гіпотеза виглядає правдоподібно.

## Особливості та значення гіпотези
Особливістю гіпотези є те, що вона є ймовірним припущенням, достовірність якого не перевірена і не доведена (тобто, це проблематичне, ще не вірогоідне знання).
Значення гіпотези визначене тим, наскільки вона допомагає розв'язувати теоретичні та практичні задачі. У проблемній ситуації висувають кілька логічно несумісних гіпотез, кожна з яких повинна відповідати наявним знанням і давати змогу робити висновки, що можна перевірити (фактами — в емпіричних теоріях, теоретичними побудовами — в абстрактних теоріях).
Спростування гіпотези (часто за допомогою контрприкладу) переводить її до розряду помилкових тверджень. Доведення (доказування) гіпотези (за допомогою експерименту чи серії експериментів, умовиводу з дотриманням правил формальної логіки) робить її доведеним фактом, теоремою, теорією. Не доведена і не спростована гіпотеза називається відкритою проблемою. Незаперечні припущення (наприклад, аксіоми) — не гіпотези.

## Неспростовна гіпотеза
Неспростовні гіпотези (англ. unfalsifiable hypotheses) — припущення, основний зміст яких неможливо спростувати — або через технічні обмеження, або через суб'єктивність. Наприклад, «Шоколад завжди кращий за ваніль» (суб'єктивне). Або «У галактиці Андромеди є живі істоти» (поза технічними можливостями). Інший термін для неспростовних гіпотез — «спекуляція».

## Випадки, коли вдаються до гіпотез
До гіпотез удаються в таких випадках:
1. Коли відомих фактів замало для пояснення причинної залежности явища, але є потреба його пояснити;
2. Коли факти складні й гіпотеза може принести користь як узагальнення знань натепер, як перший крок до їх роз'яснення;
3. Коли причини фактів неможливо напряму дослідити, тоді як їхній вплив чи наслідки можуть бути предметом вивчання.

## Формування гіпотез
Гіпотези в своєму розвитку проходять три стадії:
1. Накопичення матеріалу, висунення гіпотези;
2. Формування основної гіпотези та її обґрунтування;
3. Перевірення отриманих результатів на практиці.

## Наукова гіпотеза та гіпотеза в широкому сенсі слова
Розрізняють гіпотези в широкому сенсі слова та наукові гіпотези.
Гіпотезу вважають науковою, якщо вона, відповідно до наукового методу, пояснює факти, охоплені цією гіпотезою; не є логічно суперечливою; принципово спростовна, тобто потенційно її можна перевірити критичним експериментом; не суперечить раніше виявленим законам і, найпевніше, застосовна до ширшого розмаю явищ.
Наукова гіпотеза дає змогу об'єднати певну сукупність інформації, що є науковим знанням, в систему знань і утворює теорію в тому разі, якщо така гіпотеза здобуде підтвердження. Виходячи за межі кола вивчених фактів, наукова гіпотеза пояснює їх і передбачає нові факти.
У природничих науках гіпотезу висувають, щоб пояснити будь-яке явище, і її потрібно перевіряти дослідом та теоретично обґрунтувати, щоб вона стала достовірною науковою теорією.
Гіпотеза в широкому сенсі слова є здогадом про що завгодно, як правило, узагальнюючим підсумком спостережень, коротким описом зв'язку між певними явищами.

## Вимоги, які висувають до наукової гіпотези
До наукової гіпотези можуть висувати такі вимоги:
1. Принципова перевірність (спростовність) пропонованої гіпотези;
2. Якнайбільша загальність гіпотези, тобто гіпотеза має пояснювати не тільки ті явища, для пояснення яких її висунуто, але і якомога ширший клас явищ (у межах можливого), зокрема й ті явища, що, на перший погляд, безпосередньо не пов'язані з первинними;
3. Передбачувальна спроможність;
4. Принципова (логікова) простота;
5. Спадковий зв'язок висуваної гіпотези з попереднім знанням.

## Види гіпотез за предметом гіпотези
Гіпотези можуть стосуватися:
- фактів — у судовому слідстві, в дослідженні історика, тощо;
- безпосередньо не спостережуваної внутрішньої основи явищ (пояснювальні гіпотези в природничих науках);
- властивостей абстрактних об'єктів — у математиці та логіці.

## Відомі гіпотези
Перевірка деяких математичних гіпотез розтяглася у часі на століття. Велика теорема Ферма, сформульована приблизно у 1637 р., залишалася гіпотезою більш ніж 300 років, перш ніж була доведена у 1995 р. Гіпотезу Ейлера, сформульовану в 1769 р., спростували, навівши контрприклад напередодні 200-річчя її публікації, у 1966 р.
Чимало наукових гіпотез, поширених у давнину, пізніше було спростовано (наприклад, геоцентризм, нептунізм). Інші знайшли підтвердження й лягли в основу сучасної науки (атомістика, генетика).
Чимало гіпотез присвячено проблемі походження життя на Землі. Окрім теорії еволюції, підтвердженої великим масивом наукових даних, частково підтвердженою науковими даними вважають і гіпотеза панспермії. Іноді креаціонізм зараховують до гіпотез про походження життя, хоча ідеї креаціонізму засновані на вірі і, як такі, що не припускають можливої їх помилковости, з погляду чистоти термінології не можна зарахувати до розряду гіпотез.
Деякі гіпотези беруть на озброєння діячі псевдонауки. Наприклад, уфологія користується позаземною гіпотезою походження НЛО.